# Floriscolia relicta
Floriscolia relicta (лат.) — ископаемый вид ос из семейства Scoliidae, единственный в роде Floriscolia. Обнаружен в эоценовых отложениях штата Колорадо (США, Флориссант, Florissant Formation, около 35 млн лет).

## Описание
Длина тела около 3 см, длина переднего крыла не менее 16 мм. Ноги очень короткие.
Вид Floriscolia relicta был впервые описан по отпечатку тела и переднего крыла в 1993 году российским палеоэнтомологом и гименоптерологом Александром Павловичем Расницыным (Палеонтологический институт РАН, Россия) вместе с Archaeoscolia senilis. Включён в состав рода Floriscolia Rasnitsyn, 1993. Новый вид был выделен в отдельное подсемейство Archaescoliinae из семейства Scoliidae. Среди древнейших ос-сколий: Cretoscolia conquensis (130 млн лет, Испания), Protoscolia sinensis (130 млн лет, Китай), Cretoscolia montsecana (130 млн лет, Испания). Сестринские таксоны: Cretoscolia, Protoscolia, Archaeoscolia hispanica и другие. Родовое название происходит от сочетания слов Florissant (место обнаружения) + Scolia (название близкого рода ос). Видовое название происходит от латинского слова relicta (реликтовый).